# アルゴル型変光星

アルゴルABの動きーCHARA interferometerによる画像を合成して作成された動画[https://arxiv.org/abs/1205.0754 (Baron et al., 2012)

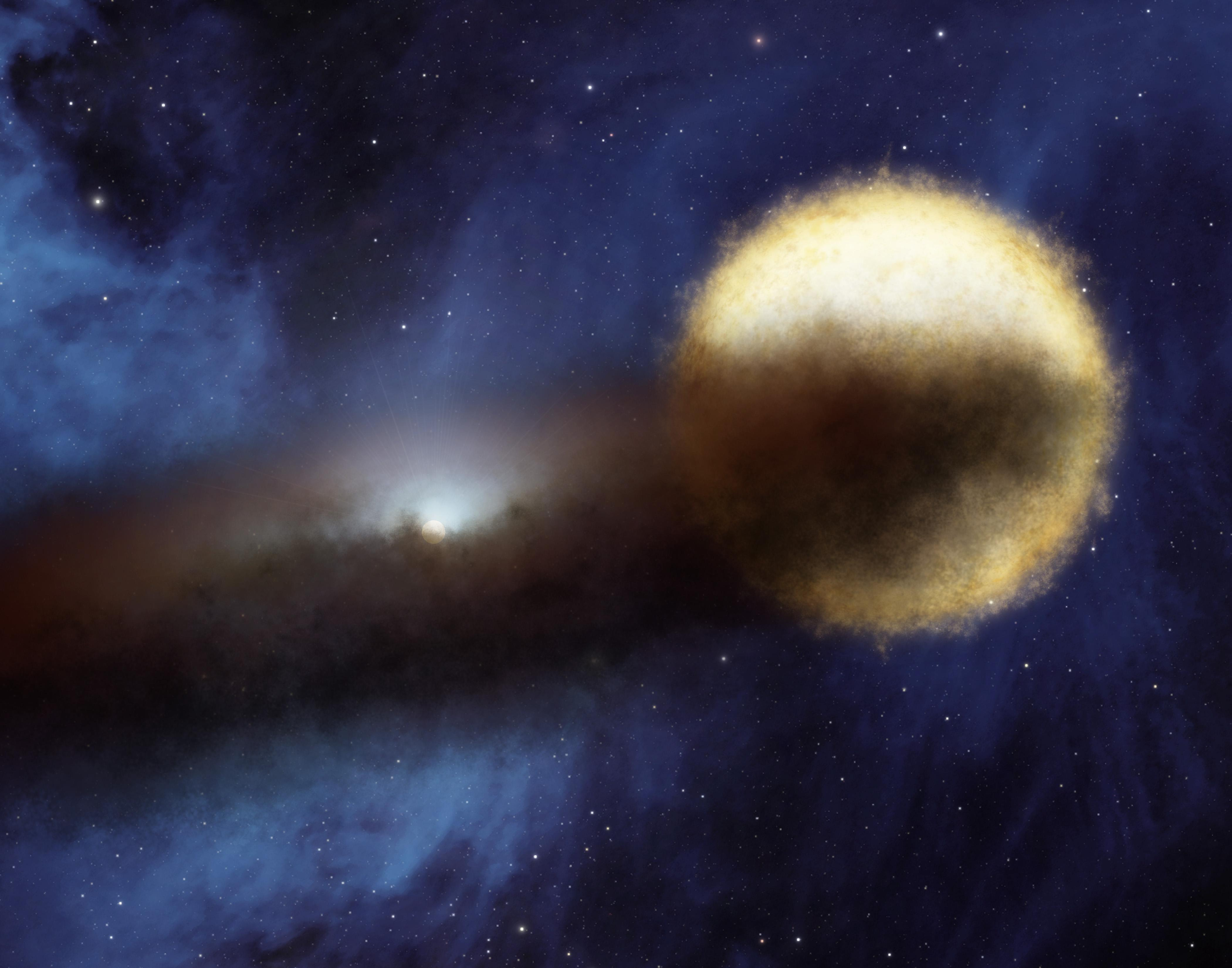
ぎょしゃ座ε星の想像図。主星の前を、塵の円盤に覆われた伴星が通過している

アルゴル型変光星（アルゴルがたへんこうせい）は、食変光星の分類の1つで、軌道平面が地球からの方角と一致している。冷たい一方の星が熱いもう一方の星の前を通過すると、後者からの光が遮蔽され、地球から見た連星の合計の光度が一時的に低下し、最も光度の小さい状態になる。熱い方の星が冷たい方の星の前面を通過する時は、2番目に光度の小さい状態になる。
上記の2つの状態間の周期は非常に規則的で、公転周期によって決まる。ほとんどのアルゴル型変光星は非常に接近した連星で、そのため公転周期は短く、通常は数日である。既知の最も短い周期は、おとめ座HW星の0.1167日（2.48時間）で、既知の最も長い周期は、TYC 2505-672-1の69.1年である（従来はぎょしゃ座ε星の9892日（27年）が最長であった）。ぎょしゃ座ε星は、近年の観測により主星が巨大な円盤に覆われた伴星により掩蔽されることが判明した。TYC 2505-672-1も同様であると考えられている。
通常、光度の変化は1等級の桁であり、既知の最も大きい光度変化は、わし座V342星の3.4等級である。恒星のスペクトル型に制約はないが、多くの場合は明るい方の恒星はB、A、F、G型である。
アルゴル型変光星に似た変光星としてこと座β型変光星やおおぐま座W型変光星がある。これらはアルゴル型よりさらに連星の距離が近く、食外においても連続的に光度が変化する点が異なる。

## 歴史
アルゴル型変光星のプロトタイプ星であるアルゴル自体は、1667年にジェミニアーノ・モンタナリによって初めて変光が記録された。変光のメカニズムは、1782年にジョン・グッドリックによって初めて正確に説明された。
現在では、数千個のアルゴル型変光星が知られている。変光星総合カタログの最新版（2003年）には、3,554個が収録されている（変光星全体の9%）。